# 護法艦隊
護法艦隊是當時北洋政府的海軍總長程璧光響應孫中山的護法運動而起義支持的艦隊。
1917年7月21日，海軍總長程璧光率海圻、海琛兩巡洋艦，飛鷹、同安、豫章三驅逐艦，永豐、舞鳳、永翔、楚豫四海防艦，以及一艘福安號運輸艦等十艘軍艦由上海南下廣州宣佈支持護法運動，史稱「護法艦隊」。